# Comté de Camden (Géorgie)
Pour les articles homonymes, voir Comté de Camden.
Le comté de Camden  est un comté de l'État de Géorgie aux États-Unis. Le siège du comté se situe à Woodbine. Le comté fut créé le 5 février 1777.

## Économie
Un site de lancement spatial, le Spaceport Camden (en) établi sur le territoire de Woodbine, a effectué son premier tir suborbital le 2 aout 2017 avec une Vector-R.

## Démographie
| 1790 | 1800  | 1810  | 1820  | 1830  | 1840  |
| ---- | ----- | ----- | ----- | ----- | ----- |
| 305  | 1 681 | 3 941 | 4 342 | 4 578 | 6 075 |

| 1850  | 1860  | 1870  | 1880  | 1890  | 1900  |
| ----- | ----- | ----- | ----- | ----- | ----- |
| 6 319 | 5 420 | 4 615 | 6 183 | 6 178 | 7 669 |

| 1910  | 1920  | 1930  | 1940  | 1950  | 1960  |
| ----- | ----- | ----- | ----- | ----- | ----- |
| 7 690 | 6 969 | 6 338 | 5 910 | 7 322 | 9 975 |

| 1970   | 1980   | 1990   | 2000   | 2010   | - |
| ------ | ------ | ------ | ------ | ------ | - |
| 11 334 | 13 371 | 30 167 | 43 664 | 50 513 | - |